# Georgi Nadjakov
Georgi Nadjakov est un physicien bulgare, né le 26 décembre 1896 à Dupnitsa et mort le 24 février 1981 à Sofia.

## Biographie
Nadjakov devient un membre correspondant de l'Académie des sciences de Göttingen en Allemagne en 1940, membre de l'Académie des sciences de Bulgarie en 1945 et membre de l'Académie des sciences de Russie en 1958.
L'Université de Sofia l'envoie se spécialiser dans les laboratoires de Paul Langevin et de Marie Curie à Paris, dans lesquels il travaille sur la photoélectricité pendant un an. Il mène des recherches expérimentales sur les propriétés de conduction du sulfure.
En 1937 et 1938, il publie des recherches sur l'état photoélectrique permanent de la matière. Il a travaillé sur l'électret découvert en 1919 par Mototaro Eguchi et a forgé les termes de thermoélectret, d'après les travaux d'Eguchi, et de photoélectret, d'après ses propres travaux. Les photoélectrets sont la principale découverte de Nadjakov, laquelle a mené à l'invention de la photocopieuse par Chester Carlson quelques années plus tard.
Le glacier Nadjakov sur la Terre de Graham en Antarctique est nommé en son honneur. L'Institut de physique du solide de Bulgarie se nomme Institut Nadjakov depuis 1982. C'est lui qui l'a fondé en 1946. Le laboratoire de Georgi Nadjakov est un site historique de la Société européenne de physique depuis le 23 mai 2014.

## Publications
- Sur une nouvelle espèce de polarisation permanente des diélectriques, Comptes rendus de l'Académie des Sciences de Paris, 1937.
- Über eine neue art von elekterten, photoelektreten, Physikalische Zeitschrift, 1938.
- Dielectric phenomena in solids, with emphasis on physical concepts of electronic processes, par Kwan Chi Kao, Google Books (2004).